# Висколь
Виско́ль — деревня в Березниковском сельсовете Рыльского района Курской области.

## География
Деревня находится в 102 км западнее Курска, в 6 км к северо-востоку от районного центра — города Рыльск, в 4 км от центра сельсовета — Березники.
Климат
Висколь, как и весь район, расположен в поясе умеренно континентального климата с тёплым летом и относительно тёплой зимой (Dfb в классификации Кёппена).

## История
Достоверной информации о дате основания деревни нет.
В «Списках населённых мест Российской империи» деревня Висколь, находящаяся в Курской губернии, Рыльском уезде, стане № 2 по правую сторону почтовой дороги из Рыльска в Севск, значится под номером 1986. Документ дает краткую характеристику населенному пункту по данным за 1862 год: деревня, казенная и владельческая, при колодце, расстояние в верстах от уездного города 5 верст, число дворов 29, жителей мужского пола 111, женского 126. На странице LV документа при описании губернии Висколь отмечена как «замечательна по обширности садов» (наряду с Некрасово и Моршнево в Рыльском уезде).
Во время Великой Отечественной войны деревня была оккупирована немецко-фашистскими захватчиками. Освобождена 383 стрелковым полком 121 Рыльской стрелковой дивизии 60 Армии Центрального фронта 29 августа 1943 года. Останки 9 погибших при освобождении д. Висколь советских воинов были перезахоронены 19 мая 1961 года в братскую могилу в парке села Асмолово Рыльского района. По данным ОБД «Мемориал» в годы войны погибло более 30 уроженцев деревни Висколь.
Вискольский сельский Совет возобновил свою деятельность после освобождения от немецко-фашистской оккупации с октября 1943 года (Протокол № 1 от 7 октября 1943 года).
Сельсовет охватывал населенные пункты: д. Кольтичеево, д. Журятино, д. Висколь, д. Высторонь, д. Стропицы, с. Березники, с. Боровское.
На территории сельского Совета находились колхозы «Верный путь», «им. Калинина», «им. Кирова».
В 1950 году произошло первое укрупнение колхозов — решением Рыльского райисполкома районного Совета депутатов трудящихся от 11 августа 1950 года на базе трёх колхозов Вискольского сельсовета и колхоза "Ленинский путь" Костровского сельсовета был образован один колхоз под названием «им. Кирова» с центром в д. Висколь Вискольского сельсовета.
В 1954 году в связи с укрупнением сельских советов Рыльского района Вискольский сельсовет вошёл в состав Березниковского сельсовета с населенными пунктами: д. Журятино, д. Висколь, д. Высторонь, д. Стропицы; села: Березники, Боровское.
20 апреля 1956 года произошло второе укрупнение колхозов - колхозы "им. Мичурина" с центром в селе Березники, "им. Кирова" с центром в д. Висколь, "им. Калинина" с центром в селе Асмолово объединены в один колхоз "им. Мичурина" с центром в селе Березники Березниковского сельсовета.

## Демография
По состоянию на 1862 год в д. Висколь было 29 дворов и проживало 237 человек. В советское время население деревни составляло также более 200 человек. Среди жителей наиболее распространёнными были фамилии Ковыневы, Хотины, Морозовы, Пуповы и Карепановы.
| 2002 | 2010 |
| ---- | ---- |
| 24   | ↘11  |

## Транспорт
Березники находится в 5 км от автодороги регионального значения 38К-017 (Курск — Льгов — Рыльск — граница с Украиной), в 2 км от автодороги 38К-040 (Хомутовка — Рыльск — Глушково — Тёткино — граница с Украиной), в 1,5 км от автодороги межмуниципального значения 38Н-697 (38К-040 — Березники), в 5 км от ближайшей ж/д станции Рыльск (линия 358 км — Рыльск).